# Llista d'espècies de lifístids
Aquesta és la llista d'espècies de lifístids, descrita per Tamerlan Thorell el 1869. Són una família d'aranyes pròpies del sud-est d'Àsia, Xina i Japó. És un llistat amb la informació recollida fins al 28 d'octubre de 2006.

## Gèneres i espècies

### Heptathela
Heptathela Kishida, 1923
- Heptathela abca Ono, 1999 (Vietnam)
- Heptathela amamiensis Haupt, 1983 (Illes Ryukyu)
- Heptathela australis Ono, 2002 (Vietnam)
- Heptathela bristowei Gertsch, 1967 (Xina)
- Heptathela ciliensis Yin, Tang & Xu, 2003 (Xina)
- Heptathela cipingensis (Wang, 1989) (Xina)
- Heptathela cucphuongensis Ono, 1999 (Vietnam)
- Heptathela goulouensis Yin, 2001 (Xina)
- Heptathela higoensis Haupt, 1983 (Japó)
- Heptathela hunanensis Song & Haupt, 1984 (Xina)
- Heptathela jianganensis Chen et al., 1988 (Xina)
- Heptathela kanenoi Ono, 1996 (Illes Ryukyu)
- Heptathela kikuyai Ono, 1998 (Japó)
- Heptathela kimurai Kishida, 1920 (Japó)
  - Heptathela kimurai yanbaruensis Haupt, 1983 (Okinawa)
- Heptathela luotianensis Yin et al., 2002 (Xina)
- Heptathela mangshan Bao, Yin & Xu, 2003 (Xina)
- Heptathela nishikawai Ono, 1998 (Japó)
- Heptathela shei Xu & Yin, 2001 (Xina)
- Heptathela suoxiyuensis Yin, Tang & Xu, 2003 (Xina)
- Heptathela tomokunii Ono, 1997 (Vietnam)
- Heptathela wosanensis Wang & Jiao, 1995 (Xina)
- Heptathela xianningensis Yin et al., 2002 (Xina)
- Heptathela yaginumai Ono, 1998 (Japó)
- Heptathela yakushimaensis Ono, 1998 (Japó)
- Heptathela yunnanensis Song & Haupt, 1984 (Xina)

### Liphistius
Liphistius Schiödte, 1849
- Liphistius albipes Schwendinger, 1995 (Tailàndia)
- Liphistius batuensis Abraham, 1923 (Malàisia)
- Liphistius bicoloripes Ono, 1988 (Tailàndia)
- Liphistius birmanicus Thorell, 1897 (Myanmar)
- Liphistius bristowei Platnick & Sedgwick, 1984 (Tailàndia)
- Liphistius castaneus Schwendinger, 1995 (Tailàndia)
- Liphistius dangrek Schwendinger, 1996 (Tailàndia)
- Liphistius desultor Schiödte, 1849 (Malàisia)
- Liphistius endau Sedgwick & Platnick, 1987 (Malàisia)
- Liphistius erawan Schwendinger, 1996 (Tailàndia)
- Liphistius fuscus Schwendinger, 1995 (Tailàndia)
- Liphistius isan Schwendinger, 1998 (Tailàndia)
- Liphistius jarujini Ono, 1988 (Tailàndia)
- Liphistius johore Platnick & Sedgwick, 1984 (Malàisia)
- Liphistius kanthan Platnick, 1997 (Malàisia)
- Liphistius lahu Schwendinger, 1998 (Tailàndia)
- Liphistius langkawi Platnick & Sedgwick, 1984 (Malàisia)
- Liphistius lannaianus Schwendinger, 1990 (Tailàndia)
- Liphistius laruticus Schwendinger, 1997 (Malàisia)
- Liphistius lordae Platnick & Sedgwick, 1984 (Myanmar)
- Liphistius malayanus Abraham, 1923 (Malàisia)
  - Liphistius malayanus cameroni Haupt, 1983 (Malàisia)
- Liphistius marginatus Schwendinger, 1990 (Tailàndia)
- Liphistius murphyorum Platnick & Sedgwick, 1984 (Malàisia)
- Liphistius nesioticus Schwendinger, 1996 (Tailàndia)
- Liphistius niphanae Ono, 1988 (Tailàndia)
- Liphistius ochraceus Ono & Schwendinger, 1990 (Tailàndia)
- Liphistius onoi Schwendinger, 1996 (Tailàndia)
- Liphistius ornatus Ono & Schwendinger, 1990 (Tailàndia)
- Liphistius owadai Ono & Schwendinger, 1990 (Tailàndia)
- Liphistius panching Platnick & Sedgwick, 1984 (Malàisia)
- Liphistius phileion Schwendinger, 1998 (Tailàndia)
- Liphistius phuketensis Schwendinger, 1998 (Tailàndia)
- Liphistius pusohm Schwendinger, 1996 (Tailàndia)
- Liphistius rufipes Schwendinger, 1995 (Tailàndia, Malàisia)
- Liphistius sayam Schwendinger, 1998 (Tailàndia)
- Liphistius schwendingeri Ono, 1988 (Tailàndia)
- Liphistius sumatranus Thorell, 1890 (Sumatra)
- Liphistius suwat Schwendinger, 1996 (Tailàndia)
- Liphistius tempurung Platnick, 1997 (Malàisia)
- Liphistius tenuis Schwendinger, 1996 (Tailàndia)
- Liphistius thaleban Schwendinger, 1990 (Tailàndia)
- Liphistius tham Sedgwick & Schwendinger, 1990 (Tailàndia)
- Liphistius thoranie Schwendinger, 1996 (Tailàndia)
- Liphistius tioman Platnick & Sedgwick, 1984 (Malàisia)
- Liphistius trang Platnick & Sedgwick, 1984 (Tailàndia)
- Liphistius yamasakii Ono, 1988 (Tailàndia)
- Liphistius yangae Platnick & Sedgwick, 1984 (Malàisia)

### Nanthela
Nanthela Haupt, 2003
- Nanthela hongkong Song & Wu, 1997 (Hong Kong)
- Nanthela tonkinensis Bristowe, 1933 (Vietnam)

### Ryuthela
Ryuthela Haupt, 1983
- Ryuthela iheyana Ono, 2002 (Illes Ryukyu)
- Ryuthela ishigakiensis Haupt, 1983 (Illes Ryukyu)
- Ryuthela nishihirai Haupt, 1979 (Okinawa)
- Ryuthela owadai Ono, 1997 (Illes Ryukyu)
- Ryuthela sasakii Ono, 1997 (Illes Ryukyu)
- Ryuthela secundaria Ono, 1997 (Illes Ryukyu)
- Ryuthela tanikawai Ono, 1997 (Illes Ryukyu)

### Songthela
Songthela Ono, 2000
- Songthela hangzhouensis Chen, Zhang & Zhu, 1981 (Xina)
- Songthela heyangensis Zhu & Wang, 1984 (Xina)
- Songthela schensiensis Schenkel, 1953 (Xina)
- Songthela sinensis Bishop & Crosby, 1932 (Xina)